# Liliane Banga Lwaboshi
Liliane Banga Lwaboshi est une femme politique de la république démocratique du Congo et vice-ministre de l'Enseignement supérieur et universitaire dans le gouvernement Ilunga de septembre 2019 à avril 2021.

## Biographie
A la chute du gouvernement de Sylvestre Llunga, elle occupe la fonction de coordonnatrice pour la zone Est (Sud-Kivu, Tanganyika et Maniema) au sein de  l’Union pour la Nation Congolaise (UNC). En mars 2023, elle milite dans le Sud-Kivu où elle est elle-même électrice pour que la population aille s'inscrire sur les listes électorales en vue du suffrage présidentiel du 20 décembre 2023.